# 홀트학교
홀트학교는 경기도 고양시 일산서구 탄현동에 있는 사립 특수학교이다. 지적장애 학생을 위한 특수교육기관으로 유치부, 초등부, 중학부, 고등부, 전공과를 두고 있다.

## 연혁
- 1975년 : 완다학교로 개교
- 1982년 : 홀트학교로 변경

## 같이 보기
- 홀트아동복지회